# Peñaranda de Bracamonte (kommun)
Peñaranda de Bracamonte är en kommun i Spanien.   Den ligger i provinsen Provincia de Salamanca och regionen Kastilien och Leon, i den centrala delen av landet, 140 km väster om huvudstaden Madrid. Antalet invånare är 6 800.